# Lenguas fino-pérmicas
Las lenguas fino-pérmicas son un grupo tradicional, pero en disputa, de las lenguas urálicas que comprende las lenguas fino-bálticas, lenguas sami, lenguas mordvínicas, idioma mari, lenguas pérmicas, y es probable que un número de idiomas extintos. En la taxonomía tradicional de las lenguas urálicas, las fino-pérmicas se estima que se han separado de la lenguas ugrofinesas alrededor del 3000-2500 a. C., y ramificado en lenguas pérmicas y lenguas fino-volgaicas alrededor del año 2000 a. C.
Hoy en día la validez del grupo como entidad taxonómica se cuestiona.
El término lenguas fínicas a menudo se ha utilizado para designar a todas las lenguas fino-pérmicas, sobre la base de una creencia anterior de que las lenguas pérmicas estarían mucho más estrechamente relacionada con las lenguas fino-bálticas que con las lenguas ugrias. En el uso académico finlandés, el término fínico es casi siempre usado para referirse exclusivamente a las lenguas fino-bálticas.
La interpretación al agrupar las lenguas finesas, fínicas o fino-pérmicas puede variar entre los diferentes estudiosos, a pesar de ello todas las variaciones tratan al pérmico como una división primaria.
Las siguientes propuestas de clasificación se muestran por Ruhlen (1987) y Angela Marcantonio (2002):
| Collinder, 1965                                                   | Austerlitz, 1968                                                 | Sauvageot & Menges, 1973                          | Harms, 1974                                                                                         | Vogelin & Vogelin, 1977                                                           |
| ----------------------------------------------------------------- | ---------------------------------------------------------------- | ------------------------------------------------- | --------------------------------------------------------------------------------------------------- | --------------------------------------------------------------------------------- |
| - Mordvínicas - Mari (Cheremis) - fino-bálticas - Sami - Pérmicas | - Pérmicas - Volga-finesas - Fino-laponas - Sami - fino-bálticas | - fino-bálticas - Sami - Volga-finesas - Pérmicas | - Pérmicas - Mari (Cheremis) - Finés occidental - Mordvínicas - Fino-laponas - Sami - fino-bálticas | - Pérmicas - fino-volgaicas - Volga-finesas - Fino-laponas - Sami - fino-bálticas |

## Lecturas externas
- Daniel Abondolo Daniel Abondolo, ed. (1998). The Uralic Languages. London and New York. ISBN 0-415-08198-X.

- Datos: Q161240